# Floris Diergaardt
Floris Diergaardt, né le 23 décembre 1980 à Windhoek, est un footballeur international namibien qui évolue au poste d'attaquant dans le club namibien du Oshikandela Ramblers FC depuis 2010.

## Palmarès
- Championnat de Namibie (3) :
  - Champion : 2005, 2006 et 2007 avec le Civics FC.
  - Vice-champion : 2003, 2004, 2008 et 2009 avec le Civics FC.
- Coupe de Namibie (3) :
  - Vainqueur : 2003, 2007 avec le Civics FC.
  - Finaliste : 2010 avec le Civics FC.